# Arrest Costa/ENEL
Het arrest Costa/ENEL is een uitspraak van het Hof van Justitie van de Europese Gemeenschappen van 15 juli 1964 (zaak 6/64), welke betrekking heeft op de suprematie van het Europees Gemeenschapsrecht over nationale wetgeving van een lidstaat.

## Casus en procesverloop
De advocaat Flaminio Costa had aandelen in Edisonvolta, een kleine elektriciteitsmaatschappij die door een Italiaanse nationalisatiewet werd ingelijfd bij ENEL. In een gerechtelijke procedure inzake zijn elektriciteitsrekening verzocht Costa bij incidentele vordering om toepassing van artikel 177 EEG-verdrag, om de nationalisatiewet door het Hof van Justitie te laten toetsen aan het gemeenschapsrecht.
De kantonrechter te Milaan verzocht het Hof om een prejudiciële beslissing met de vraag of de Italiaanse wet aangaande nationalisatie van de elektriciteitsproductie en -distributie van ENEL verenigbaar was met een aantal bepalingen van het Verdrag van Rome. De Italiaanse regering liet aan het Hof weten de eigen nationalisatiewet belangrijker te achten dan de eerdere nationale wet waarbij het Verdrag van Rome als nationale wet was aangenomen.

## Uitspraak Hof
Het Hof stelde dat de nationalisatiewet niet in strijd was met het EEG-verdrag. De invloed van deze uitspraak zit echter in een ander element. Zeer bepalend was de uitspraak van het Hof, waar het, tegen de Italiaanse regering in, stelde dat het Europees recht voorrang heeft boven het nationaal recht van de lidstaten, omdat het Europees recht vereist dat regels in alle lidstaten op dezelfde wijze moeten worden toegepast. De uitspraak impliceerde dat deze suprematie niet alleen in landen met een monistische, maar tevens met een dualistische traditie ten opzichte van internationaal recht geldt. Het Verdrag van Rome heeft dus een eigen autonome rechtsorde in het leven geroepen. 